# The Pretenders
The Pretenders són un grup de rock anglo-estatunidenc, creat el 1978 a Hereford. La banda originalment consistia en la seva fundadora, autora i vocalista Chrissie Hynde, el guitarrista principal, James Honeyman-Scott, el baixista Pete Farndon i el bateria Martin Chambers.
Aquesta banda es va separar a causa de problemes relacionats amb drogues (Honeyman-Scott i Farndon van morir de sobredosi) i subseqüents canvis personals que han ocorregut al llarg dels anys sent Hynde l'únic membre constant d'aquesta banda. Actualment Chambers també en forma part, tot i que va estar separat de la banda durant uns quants anys.

## Discografia
- 1980 – Pretenders (UK #1) (US #9)
- 1981 – Extended Play (US #27)
- 1981 – Pretenders II (UK #7) (US #10)
- 1984 – Learning To Crawl (UK #11) (US #5)
- 1986 – Get Close (UK #6) (US #25)
- 1987 – The Singles (UK #6) (US #69)
- 1990 – Packed! (UK #19) (US #48)
- 1994 – Last of the Independents (UK #8) (US #41)
- 1995 – The Isle of View (UK #23) (US #100)
- 1999 – Viva el Amor (UK #32) (US #158)
- 2000 – Greatest Hits (UK #21)
- 2002 – Loose Screw (UK #55) (US #179)
- 2006 – Pirate Radio (4 CD/1 DVD Box Set)
- 2008 – Break Up The Concrete

## Guardons
Nominacions
- 1981: Grammy al millor nou artista